# Camelia (actriz)
Lilian Victor Cohen (13 de diciembre de 1919-31 de agosto de 1950) más conocida como Camelia, fue una actriz judía de Egipto.

## Biografía
Camelia nació en Alejandría de padre francés y madre de origen italiano, a pesar de su apellido judío, Camelia se presentó como una cristiana. Ella asistió a una escuela de Inglés en Alejandría donde fue descubierta por el director Ahmed Salem quien la introdujo en su mundo en 1946 cuando tenía 27 años de edad.
Como miembro de la jet típico de la alta sociedad en Alejandría, le gustaba ir de fiesta, y era muy hermosa. Evento en torno a ella y sus relaciones de alto sociedad apareció con frecuencia en los tabloides. En particular, el chisme que rodea sus relaciones se asocia a menudo con la de Faruk de Egipto.
Camelia murió en un accidente aéreo en 1950 cuando tenía 31 años de edad. El accidente se añade a la fama y el misterio que rodea a su imagen. Su trágica vida y la muerte se comparan a menudo a la de Marilyn Monroe. Las teorías de conspiración y especulaciones sobre el espionaje, especialmente en el contexto de Israel también se han generalizado en Egipto, pero nada se ha probado. A pesar de una corta carrera, ganado un lugar en la memoria del público egipcio y dejado una marca en las películas que todavía se ofrecen en Egipto. Atef Salem, los primeros en descubrir ella, dedica su película, "Barefoot en un puente de oro" para ella.

### Filmografía seleccionada
- 1947: The Red Mask (el Qinâ el ahmar)
- 1947: All Song (el Kol yeghanî)
- 1948: Fetna (Fitnah)
- 1948: A woman’s Imagination (Khayal Imra’ah)
- 1949: Dazed Souls (Arwâh hâînah)
- 1949: Such are Women (el Sitât Kida)
- 1949: El Bahlawan Street (Châri el Bahlawan)
- 1949: The Penny Owner (Sâhibat el malalim)
- 1949: Midnight (Nos el layl)
- 1949: My Child (Waladî)
- 1949: The Murderer (el Qatilah)
- 1950: A Woman of fire (Imraah min Nar)
- 1950: Dad is Groom (Bâbâ ‘aris)
- 1950: Full Moon (Qamar arba ‘tachar)
- 1950: The Millionaire (el Millionair)
- 1950: Mind is a Blessing (el ‘ Aql zînhah)
- 1950: Last Lie (âkhir kedbah)
- 1950: Cairo Road  (El Tariq ela el Qâhirah)